# Kai Lai Chung

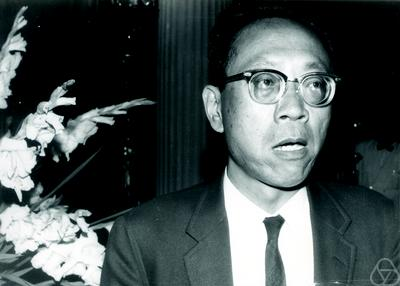
Kai Lai Chung (1970)

Kai Lai Chung (* 19. September 1917 in Shanghai; † 1. Juni 2009 auf den Philippinen) war ein chinesischstämmiger US-amerikanischer Mathematiker, der sich mit Wahrscheinlichkeitstheorie beschäftigte.
Chung studierte ab 1936 an der Tsinghua-Universität in Kunming (wo er unter anderem bei Xu Bao-lu studierte) zunächst Physik und danach Mathematik an der National Southwestern Associated University, wo er 1940 seinen Abschluss machte und Assistent war. 1945 setzte er sein Studium mit einem Stipendium in den USA fort, wo er 1947 an der Princeton University bei den Wahrscheinlichkeitstheoretikern John W. Tukey und Harald Cramér promovierte (On the Maximum Partial Sums of Sequences of Independent Random Variables). Danach lehrte er an der Syracuse University, bevor er 1961 Professor an der Stanford University wurde, wo er 1988 emeritiert wurde.
Chung galt als führender Wissenschaftler in der Theorie stochastischer Prozesse (Markow-Prozesse). 1981 gründete er ein auch landesweit in den USA bekanntes jährliches Seminar über stochastische Prozesse in Stanford (mit Ronald Getoor, Erhan Cinlar). Er befasste sich auch mit Potentialtheorie und mathematischer Quantenmechanik und war bekannt für einige Lehrbücher. Er sprach Russisch (und übersetzte ein wissenschaftliches Buch ins Russische) und später Italienisch.
1970 war er Invited Speaker auf dem Internationalen Mathematikerkongress in Nizza (Boundary behaviour of Markov chains and its contributions to general processes) und 1958 in Edinburgh (Continuous parameter Markov chains).
Er war verheiratet, hatte einen Sohn und zwei Töchter.

## Schriften
- mit Farid AitSahlia: Elementary Probability Theory with stochastic processes, 4. Auflage, Springer 2003, ISBN 0-387-95578-X.
- A Course in Probability Theory, Academic Press, 2. Auflage 2000
- Selected Works Of Kai Lai Chung; World Scientific Publishing Company, 2008, ISBN 981-283-385-4.
- Green, Brown & Probability and Brownian Motion on the Line, World Scientific Publishing Company, 1995, 2002, ISBN 981-02-4689-7.
- mit Ruth J. Williams: Introduction to stochastic integration, Birkhäuser, Progress in probability and statistics, 1983, 1990
- mit Jean Claude Zambrini: Introduction to Random Time and Quantum Randomness, World Scientific, 2003, ISBN 978-981-238-388-4.
- Chance & Choice: Memorabilia, World Scientific 2004 (Weitere Ausgewählte Arbeiten, nur vier davon gemeinsam mit seinen Selected Works), ISBN 981-256-012-2
- mit John B. Walsh: Markov Processes, Brownian Motion, and Time Symmetry, Grundlehren der mathematischen Wissenschaften, Springer Verlag, 2. Auflage 2005, ISBN 0-387-22026-7
- mit Zhongxin Zaho: From Brownian Motion to Schroedinger’s Equation, Grundlehren der mathematischen Wissenschaften, Springer Verlag, 1995, ISBN 3-540-57030-6
- Lectures on boundary theory for Markov chains, Princeton University Press, Annals of Mathematical Studies, 1970

## Verweise
1. ↑  Mitteilung von Chung bei einem Review seines Buches Chance and Choice auf Seiten der MAA maa.org (Memento vom 13. Juni 2010 im Internet Archive), häufig wird stattdessen fälschlich Hangzhou angegeben, der Ort, aus dem seine Vorfahren stammen.
2. ↑  Nachruf in den Stanford News 2009
3. ↑  Mathematics Genealogy Project. Manchmal wurde auch fälschlich Salomon Bochner als Doktorvater angegeben. Chung selbst bezeichnet Cramér als seinen Doktorvater, maa.org (Memento vom 13. Juni 2010 im Internet Archive)

| Personendaten    | Personendaten                  |
| ---------------- | ------------------------------ |
| NAME             | Chung, Kai Lai                 |
| KURZBESCHREIBUNG | US-amerikanischer Mathematiker |
| GEBURTSDATUM     | 19. September 1917             |
| GEBURTSORT       | Shanghai                       |
| STERBEDATUM      | 1. Juni 2009                   |
| STERBEORT        | Philippinen                    |